# Объединённая авиастроительная корпорация
ПАО «Объединённая авиастрои́тельная корпора́ция» (ОАК) — российская авиастроительная корпорация, одна из крупнейших в Европе. Объединяет крупные авиастроительные предприятия России. Зарегистрирована 20 ноября 2006 года (до апреля 2015 года называлась ОАО «ОАК»).
Из-за войны на Донбассе и вторжения России на Украину, корпорация находится под международными санкциями Евросоюза, США, Великобритании и ряда других стран.

## История
Указ о создании Объединённой авиастроительной корпорации президент России Владимир Путин подписал в феврале 2006 года. 20 ноября 2006 года Правительство РФ приняло решение об учреждении ОАО «ОАК» и назначении генеральным директором корпорации Алексея Фёдорова (главы РСК «МиГ» и совладельца «Иркута»). На пост председателя совета директоров Объединённой авиастроительной корпорации предложена кандидатура министра обороны России Сергея Иванова. Перед ОАО «ОАК» была поставлена цель сохранить за Россией роль третьего в мире производителя самолётов, увеличив за 10 лет совокупную выручку предприятий, которые войдут в состав компании, с 2,5 до 7—8 млрд долл.
В 2006 году уставный капитал ОАК сформирован путём его оплаты следующими пакетами акций:
- ОАО «Авиационная холдинговая компания „Сухой“» — 100 %
- ОАО «Внешнеэкономическое объединение „Авиаэкспорт“» — 15 %
- ОАО «Ильюшин Финанс Ко.» (ИФК) — 38 %
- ОАО «Комсомольский-на-Амуре авиационный завод имени Ю.А Гагарина» — 25,5 %
- ОАО «Межгосударственная авиастроительная компания „Ильюшин“» — 86 %
- ОАО «Нижегородский авиастроительный завод „Сокол“» — 38 %
- ОАО «Новосибирское авиационное производственное объединение имени В. П. Чкалова» — 25,5 %
- ОАО «Туполев» — 90,8 %
- ОАО «Финансовая лизинговая компания» — 58 %
- ПАО «Яковлев» — 38,2 %

На момент учреждения уставный капитал ОАК составил 96,72 млрд рублей.
В ходе дополнительной эмиссии ОАК, зарегистрированной ФСФР России 21 марта 2008 года, были размещены 8 246 603 100 именных бездокументарных акций номинальной стоимостью 1 рубль каждая. Ценные бумаги размещены по закрытой подписке в пользу Российской Федерации в лице Федерального агентства по управлению федеральным имуществом (Росимущество). Оплата размещённых ОАК акций осуществлена денежными средствами в размере 6,04 млрд рублей и пакетами акций компаний авиастроительного сектора. ОАК были переданы принадлежащие государству пакеты акций следующих предприятий:
- ОАО «Ильюшин Финанс Ко.» — 5,61 %
- ОАО «Финансовая лизинговая компания» — 13,04 %
- ОАО «Таганрогская авиация» — 51 %
- ЗАО «Авиастар-СП» — 1,25 %

В ходе дополнительной эмиссии ОАК, зарегистрированной ФСФР России 18 сентября 2008 года, были размещены 5 309 734 513 именных бездокументарных акций номинальной стоимостью 1 рубль каждая. Ценные бумаги размещены по закрытой подписке в пользу Российской Федерации в лице Федерального агентства по управлению федеральным имуществом (Росимущество). Оплата размещённых ОАК акций осуществлена денежными средствами в размере 6,0 млрд рублей.
В ходе дополнительной эмиссии ОАК, зарегистрированной ФСФР России 18 августа 2009 года, были размещены 6 000 000 000 именных бездокументарных акций номинальной стоимостью 1 рубль каждая. Ценные бумаги размещены по закрытой подписке в пользу Российской Федерации в лице Федерального агентства по управлению федеральным имуществом (Росимущество). Оплата размещённых ОАК акций осуществлена денежными средствами в размере 6,3 млрд рублей.
В ходе дополнительной эмиссии ОАК, зарегистрированной ФСФР России 19 ноября 2009 года, были размещены 15 325 020 492 именных бездокументарных акций номинальной стоимостью 1 рубль каждая. Ценные бумаги размещены по закрытой подписке в пользу Российской Федерации в лице Федерального агентства по управлению федеральным имуществом (Росимущество) и негосударственных акционеров дочерних и зависимых обществ ОАК. Оплата размещённых ОАК акций осуществлена акциями дочерних и зависимых обществ ОАК.
В ходе размещения акции ОАК были оплачены пакетами акций следующих предприятий:
- ОАО «Казанское авиационное производственное объединение имени С. П. Горбунова» — 100 %
- ОАО «Российская самолётостроительная корпорация „МиГ“» — 100 %
- ОАО «Финансовая лизинговая компания» — 36,49 %
- ОАО «Таганрогская авиация» — 36,12 %
- ОАО «Нижегородский авиастроительный завод „Сокол“» — 30,27 %
- ЗАО «Авиастар-СП» — 25,00 %
- ОАО «Ильюшин Финанс Ко.» — 17,31 %
- ОАО «Воронежское акционерное самолётостроительное общество» — 16,73 %
- ОАО «ОАК — Транспортные самолёты» — 14,07 %
- ОАО «Опытно-конструкторское бюро имени А. С. Яковлева» — 6,66 %
- ОАО «Авиационный комплекс имени С. В. Ильюшина» — 5,99 %
- ОАО «Таганрогский авиационный научно-технический комплекс имени Г. М. Бериева» — 4,89 %
- ОАО «Туполев» — 4,71 %
- ОАО «Научно-производственная корпорация „Иркут“» — 1,64 %
- ОАО «Авиационная холдинговая компания „Сухой“» — 1,15 %
- ОАО «ОКБ Сухого» — 0,93 %

По завершении дополнительных эмиссий акций уставный капитал ОАО «ОАК» составил 131,61 млрд рублей; доля Российской Федерации в уставном капитале ОАК составила 89,04 %.
Ожидается[когда?]

, что в целях операционного управления ОАК будет поделена на три бизнес-единицы — гражданской, специальной и военной авиации.
На начало лета 2008 года ОАК принадлежало 100 % акций АХК «Сухой», 86 % МАК «Ильюшин», 90,8 % ОАО «Туполев», 38,2 % НПК «Иркут» и ряд других авиационных предприятий.
В январе 2009 ОАК, после передачи ещё части акций в уставный капитал, получила контроль над 49,64 % ИФК и 86,69 % ФЛК.
В апреле 2010 года ОАК и украинская государственная компания «Антонов» договорились о создании компании, координирующей совместное производство самолётов Ан-124, производство самолётов Ан-148, Ан-70 и Ан-140.
В 2014 году Объединённая авиастроительная корпорация поставила 161 самолёт (в том числе 37 гражданских) и увеличила выручку на треть, до 285 млрд рублей.
В феврале 2019 года стало известно, что Объединённая авиастроительная корпорация намерена начать поставки самолётов-амфибий Бе-200 в Индию для осуществления внутренних перевозок.
В феврале 2020 года министр промышленности и торговли РФ Денис Мантуров заявил о начале научно-исследовательской работы по разработке отечественного сверхзвукового пассажирского самолёта. Планировалось создать совместное предприятие ОАК с компанией Mubadala из Объединённых Арабских Эмиратов, сроки завершения проекта – конец 2021 – начало 2022 года. Будущий самолёт планировался в двух версиях: одна из них на восемь человек, а другая — на 30. Его максимальная скорость ожидалась в 1,5–1,8 Маха. Объём инвестиций на первом этапе оценивался в 100 млн $.
7 сентября 2022 года ОАК подписала с «Аэрофлотом» соглашение о поставке 339 самолётов на сумму более триллиона рублей, их планируется передать авиакомпании в период до 2030 года. В их число входили 210 МС-21, 89 Superjet-NEW и 40 Ту-214 (впоследствии Аэрофлот согласился принимать только МС-21). Поставки планировалось начать в 2023 году (что помогло в феврале 2023 года вернуть акции корпорации на Московской бирже к довоенным значениям); однако позже дата начала поставок была перенесена на неопределённый срок. По итогам первого полугодия 2022 года выручка предприятия от реализации самолётов упала на 20% по сравнению с первым полугодием 2021 года, выручка от реализации ремонтных работ упала на 10%. Выросла выручка от НИОКР, но такая деятельность занимает лишь третье место в структуре выручки корпорации. В целом, выручка за первое полугодие 2022 года упала на 12 % по сравнению с этим же периодом предыдущего года.
В 2022 году ОАК объединилась с принадлежавшими ей корпорациями «Сухой» и «МиГ». Решения об объединении были приняты акционерами всех трёх компаний в январе 2022 года.

## Структура
По состоянию на март 2013 года ОАК являлась акционером следующих компаний:
- ПАО «Компания „Сухой“» — 81,1 %
- АО «Российская самолётостроительная корпорация „МиГ“» — 100 %
- ООО «ОАК — Антонов» — 50 %
- ПАО «ОАК — Транспортные самолёты» — 100 %
- ПАО «Межгосударственная авиастроительная компания „Ильюшин“» — 87 %
- ПАО «Воронежское акционерное самолётостроительное общество» — 17 % — 97 %
- ПАО «Ильюшин Финанс Ко.» — 50 %
- ПАО «Туполев» — 90 %
- ПАО «Казанский авиационный завод имени С. П. Горбунова» — 95 %
- АО «Авиастар» — 100 %
- ПАО «Научно-производственная корпорация „Иркут“» — 87 %[20]
- ПАО «Опытно-конструкторское бюро им. А. С. Яковлева» — 82 %
- ПАО «Таганрогский авиационный научно-технический комплекс имени Г. М. Бериева» — 96 %
- ПАО «Финансовая лизинговая компания» — 89 %
- ПАО «Нижегородский авиастроительный завод „Сокол“» — 99 %
- АО Экспериментальный машиностроительный завод имени В. М. Мясищева — 100 %
- АО «АэроКомпозит» — 100 %
- АО «Лётно-исследовательский институт имени М. М. Громова» —100 %
- ООО «ОАК — Центр комплексирования» — 100 %
- ООО «ОАК — Закупки» — 100 %

В 2020 году Арбитражный суд Москвы исключил украинский государственный авиастроительный концерн "Антонов" из числа участников российского ООО "ОАК-Антонов".
В 2022 году ОАК объединилась с принадлежавшими ей корпорациями «Сухой» и «МиГ». Решения об объединении были приняты акционерами всех трёх компаний в январе 2022 года.

## Сравнение с конкурентами (гражданская авиация)
| Компания   | 2020 | 2019 | 2018 | 2017 | 2016 | 2015 | 2014 | 2013 | 2012 | 2011 | 2010 | 2009 | 2008 |
| ---------- | ---- | ---- | ---- | ---- | ---- | ---- | ---- | ---- | ---- | ---- | ---- | ---- | ---- |
| ОАК        | 12   | 7    | 24   | 32   | 21   | 32   | 37   | 29   | 18   | 7    | 6    | 5    | 6    |
| Airbus     | 566  | 863  | 800  | 713  |      |      | 626  | 588  | 534  | 510  | 498  | 483  | 453  |
| Boeing     | 157  | 380  | 806  | 763  | 748  | 762  | 648  | 601  | 477  | 462  | 481  | 375  | 441  |
| Bombardier |      | -    | -    | 73   |      |      | 238  | 233  | 245  | 244  | 302  | 353  | 361  |
| Embraer    |      | 198  | 181  | 101  |      |      | 209  | 205  | 204  | 246  | 244  | 204  | 169  |

## Санкции
С 12 сентября 2014 года, из-за войны в Донбассе, Евросоюз, Великобритания, США, Канада и ряд других стран внесли «ОАК» и некоторых связанных с ней лиц в санкционные списки как «осуществляющую операции с сепаратистскими группировками на Донбассе».
24 февраля 2022 года, после нападения России на Украину, «ОАК» попал под санкции Канады «за роль в содействии или поддержке неспровоцированного и неоправданного вторжения президента Путина в Украину». Также «ОАК» включена в санкционный список Великобритании так как «является крупным поставщиком самолётов для российских вооружённых сил, в том числе военных самолётов, которые использовались в Крыму».
15 марта 2022 года Евросоюз ужесточил санкции в отношении «ОАК». 18 марта 2022 года «ОАК» попала в санкционные списки Японии.
28 июня 2022 года под санкции США «против военной машины Путина» попали все дочерние организации, прямо или косвенно принадлежащие «ОАК» на 50 и более процентов.
Кроме того, после вторжения на Украину, Евросоюз, США, Великобритания и ряд других стран ввели санкции в отношении главы ОАК Юрия Слюсаря и председателя совета директоров ОАК Анатолия Сердюкова.
Санкции 2022 года критически осложнили положение предприятий, входящих в состав корпорации, так как лишили их поставок огромного количества иностранных комплектующих. В частности, стоимость одних лишь опытно-конструкторских работ по импортозамещению самолёта SSJ-100 и созданию на его основе новой машины, без иностранных комплектующих, составит порядка 50 млрд. руб. По итогам первого полугодия 2022 года выручка предприятия от реализации самолётов упала на 20% по сравнению с первым полугодием 2021 года, выручка от реализации ремонтных работ упала на 10%. Выросла выручка от НИОКР, но такая деятельность занимает лишь третье место в структуре выручки корпорации. В целом, выручка за первое полугодие 2022 года упала на 12% по сравнению с этим же периодом предыдущего года. По результатам 2023 года ОАК вошла в рейтинг десяти наиболее убыточных компаний России, опубликованном журналом Forbes в 2024 году. Её убыток по МСФО составил 34,8 млрд рублей и компания заняла в этом рейтинге четвёртое место.
8 октября 2024 года коропорация была официально добавлена в санкционный список Украины сроком на 10 лет.

## Собственники и руководство
Государству в лице Росимущества принадлежат 90,3 % акций ПАО «ОАК», Внешэкономбанку — 5,6 %, частным акционерам — 4,1 %.
С 16 ноября 2009 года обыкновенные именные акции ПАО «ОАК» допущены к торгам в ПАО «РТС» и включены в раздел списка «Ценные бумаги, допущенные к торгам без прохождения процедуры листинга».
17 апреля 2014 года Московская биржа включила обыкновенные акции ПАО «ОАК» в сектор «Рынок инноваций и инвестиций» (РИИ), созданный для привлечения инвестиций в компании инновационного сектора российской экономики, с кодом эмитента (кратким наименованием): iАвиастКао и торговым кодом: UNAC.
Председатель совета директоров компании — Сердюков Анатолий Эдуардович (бывший министр обороны Российской Федерации). Генеральный директор — Бадеха Вадим Александрович.

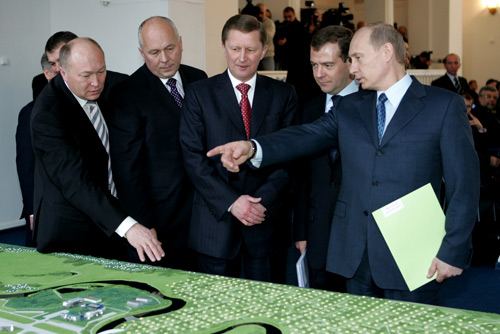
Слева президент АО «Объединённая авиастроительная корпорация» Алексей Фёдоров

### Президенты компании
- 2006—2011 — Алексей Иннокентьевич Фёдоров[60]
- 2011—2015 — Михаил Асланович Погосян
- 2015—2024 — Юрий Борисович Слюсарь[61][62]
- с 2024 — Вадим Александрович Бадеха

## Благотворительная деятельность
С марта 2014 года ОАО «ОАК» — титульный спонсор московского баскетбольного клуба ЦСКА.